# Frederick William Hall
Frederick William Hall, né le 21 février 1885 à Kilkenny en Irlande et mort le 24 avril 1915 à Poelkapelle en Belgique, est un soldat canadien récipiendaire de la croix de Victoria, la plus haute distinction des forces du Commonwealth.

## Biographie
Frederick William Hall est né à Kilkenny en Irlande le 21 février 1885. Son père était un officier de la British Army. Il émigra au Canada vers 1910 à Winnipeg au Manitoba.
Durant la Première Guerre mondiale, au moment de ses actions qui lui valurent la croix de Victoria, le plus haute distinction des forces du Commonwealth, il était un sergent-major de compagnie au sein du 8e (Winnipeg Rifles) Bataillon du Corps expéditionnaire canadien. Ces actions eurent lieu dans la nuit du 24 avril 1915 durant la deuxième bataille d'Ypres en Belgique lorsqu'il découvrit que plusieurs hommes manquaient à l'appel. Il a entendu des gémissements d'hommes blessés provenant d'une crête. Sous le couvert de la noirceur, il se rendit au sommet de cette crête à deux reprises, ramenant avec lui un soldat blessé à chaque fois. À neuf heures du matin le 24 avril, des hommes manquaient toujours à l'appel. Frederick William Hall accompagné du caporal Payne et du soldat Rogerson rampa sous le feu ennemi vers les blessés. Le caporal Payne et le soldat Rogerson furent tous deux blessés et retournèrent à l'abri sur la ligne de front. Lorsqu'un blessé cria à l'aide à quelque 15 yards en face des tranchées, le sergent-major Hall s'y rendit malgré le tir en enfilade ennemi. Alors qu'il était en train de lever l'homme blessé pour le remmener avec lui, il fut touché mortellement à la tête. Le soldat qu'il tentait de sauver fut également mortellement touché.

## Héritage
Le nom de Frederick William Hall se trouve dans le monument de la Porte de Menin à Ypres en Belgique qui honore 56 000 soldats du Royaume-Uni, de l'Australie, du Canada et de l'Inde qui reposent à un endroit inconnu dans la région d'Ypres.
De plus, Frederick William Hall vivait sur la rue Pine à Winnipeg au Manitoba. En 1925, celle-ci fut renommée en « Valour Road » en l'honneur des trois récipiendaires de la croix de Victoria qui y vivaient : Frederick William Hall, Leo Clarke et Robert Shankland. On croit qu'il s'agit de la seule rue au monde où trois récipiendaires de la croix de Victoria vivaient. En fait, ils vivaient tous trois dans le même bloc. Une planque en bronze racontant leur histoire a été montée sur un lampadaire au carrefour de la rue avec l'avenue Portage.